# قصبة المرية
قصبة المرية تتكون من عدة حصون في مدينة المرية الواقعة جنوب إسبانيا.

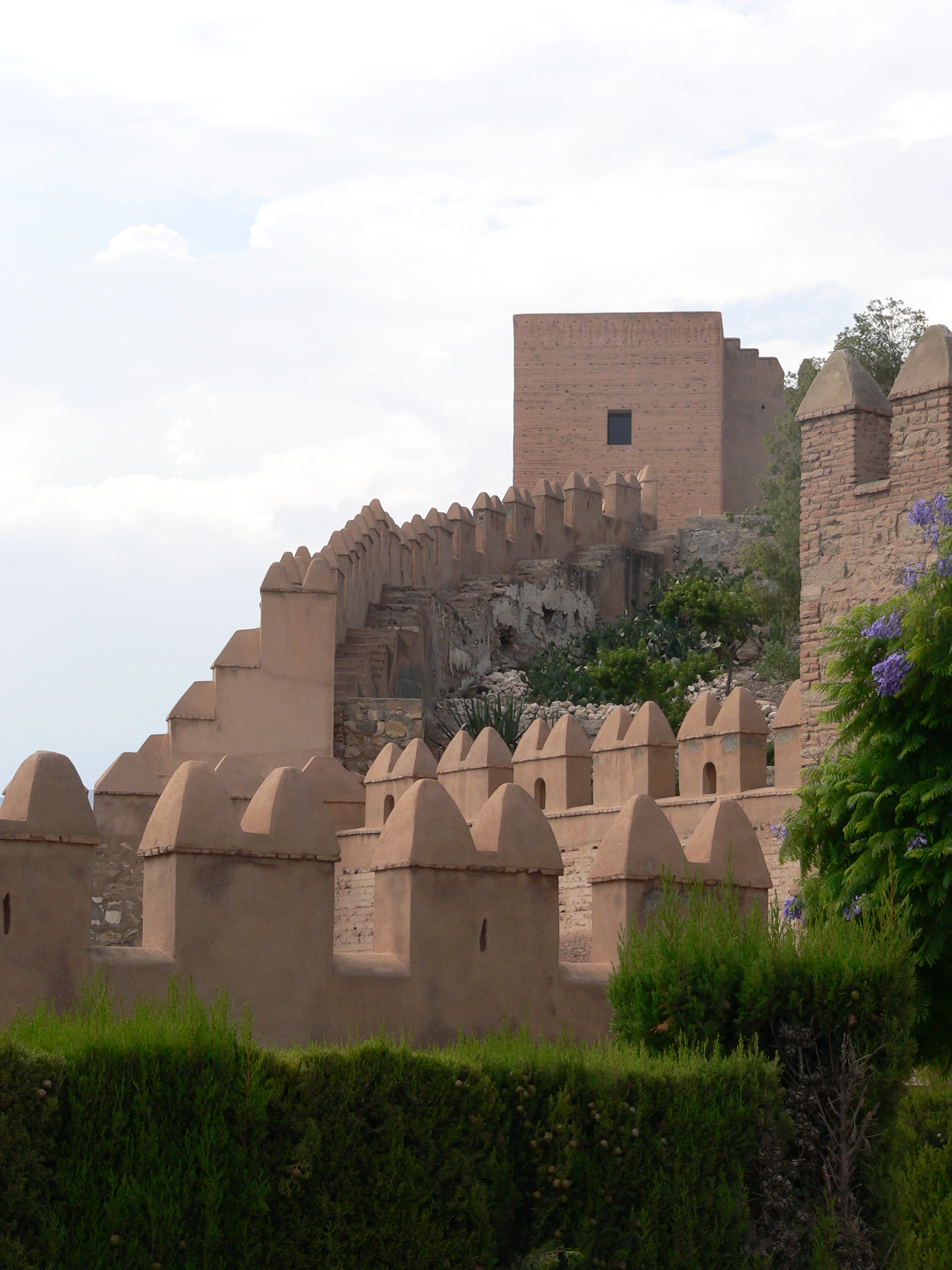
القصبة.

## التاريخ
في عام 995 اكتسبت المرية لقب (المدينة) من قبل خليفة قرطبة عبد الرحمن الناصر لدين الله (عبد الرحمن الثالث) , الذي قام ببناء قلعة دفاعية في القطاع العلوي من المدينة. ولم يقتصر بناء القصبة على الجدران والأبراج الدفاعية، بل تم أيضاً بناء المنازل والساحات ومسجد للمدينة. كما كانت القصبة أيضاً مقر للحكومة المسؤلة عن مدينة المرية والبحر الذي تُشرف عليه.
وتمت توسعه المجمع في عهد الخليفة المنصور محمد بن أبي عامر.

## وصف القصبة
الخط الأول من الجدران عبارة عن سياج عريض يتم استخدامه كملجأ في حالة الحصار، لذلك تم تزويده بخزانات كبيرة.
يتم فصل السياج الأول عن السياج الثاني بجدار يُسمى (جدار الشراع) الذي أخذ تسميته من الجرس المُستخدم في تحذر السكان في حالة الخطر أو اندلاع الحرائق أو حتى وصول سفينة إلى الميناء. وتم بنائه في عهد كارلوس الثالث ملك إسبانيا.
ويضم السياج الثاني مسكن الحاكم والجنود والخدم، كما يضم أيضاً المسجد والحمامات والصهاريج والخيام وغيرها.
أما السياج الثالث وهو الخارجي فتم بنائه بعد استيلاء الكاثوليك على المدينة بقيادة ملكة قشتالة إيزابيلا الكاثوليكية وفرناندو الأول ملك أراغون. وتم بنائه في أفضل مكان في المدينة وهو أكثر مقاومة لمدفعيات البارود.

## انظر أيضًا

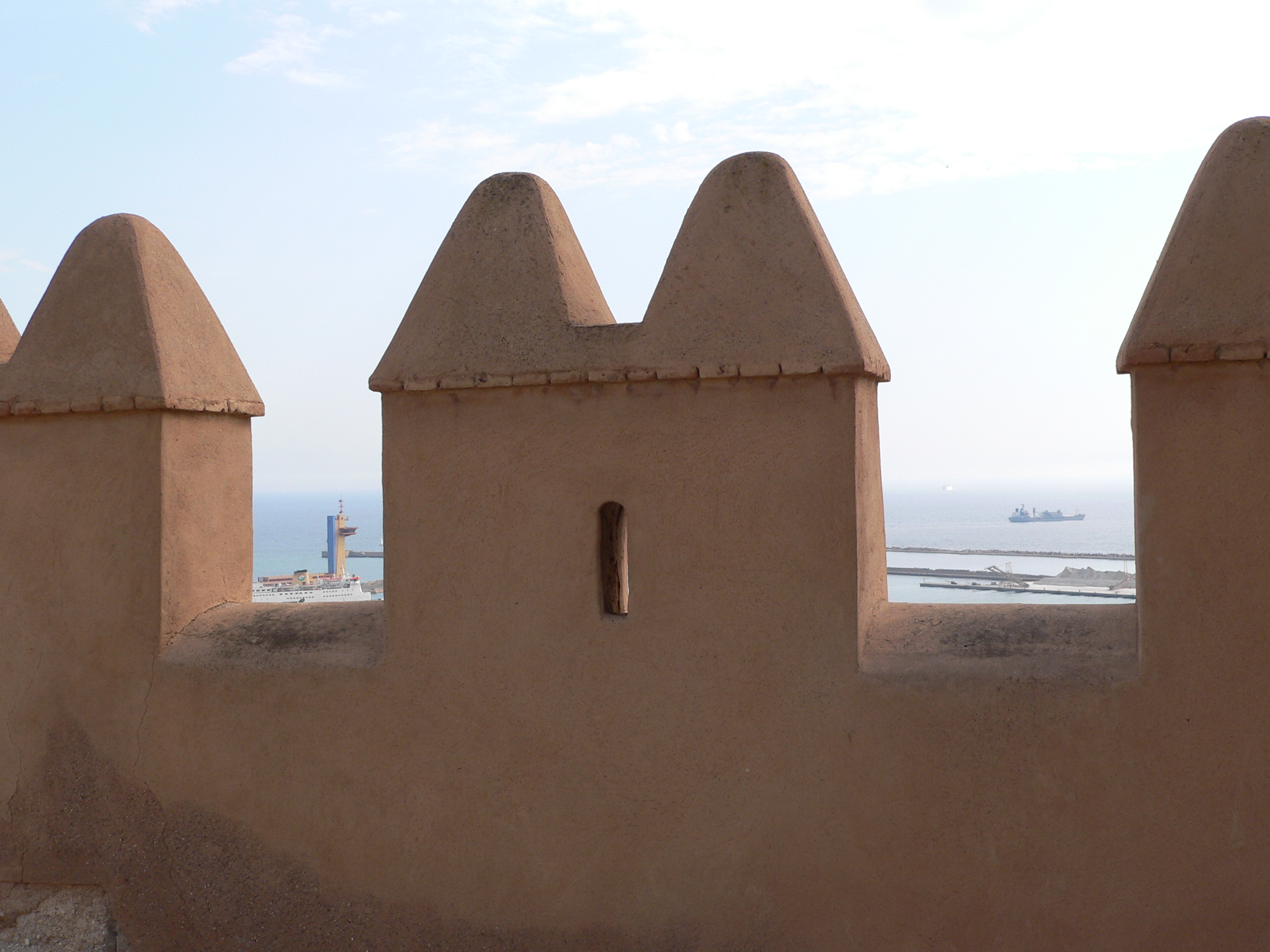
جدران القصبة.
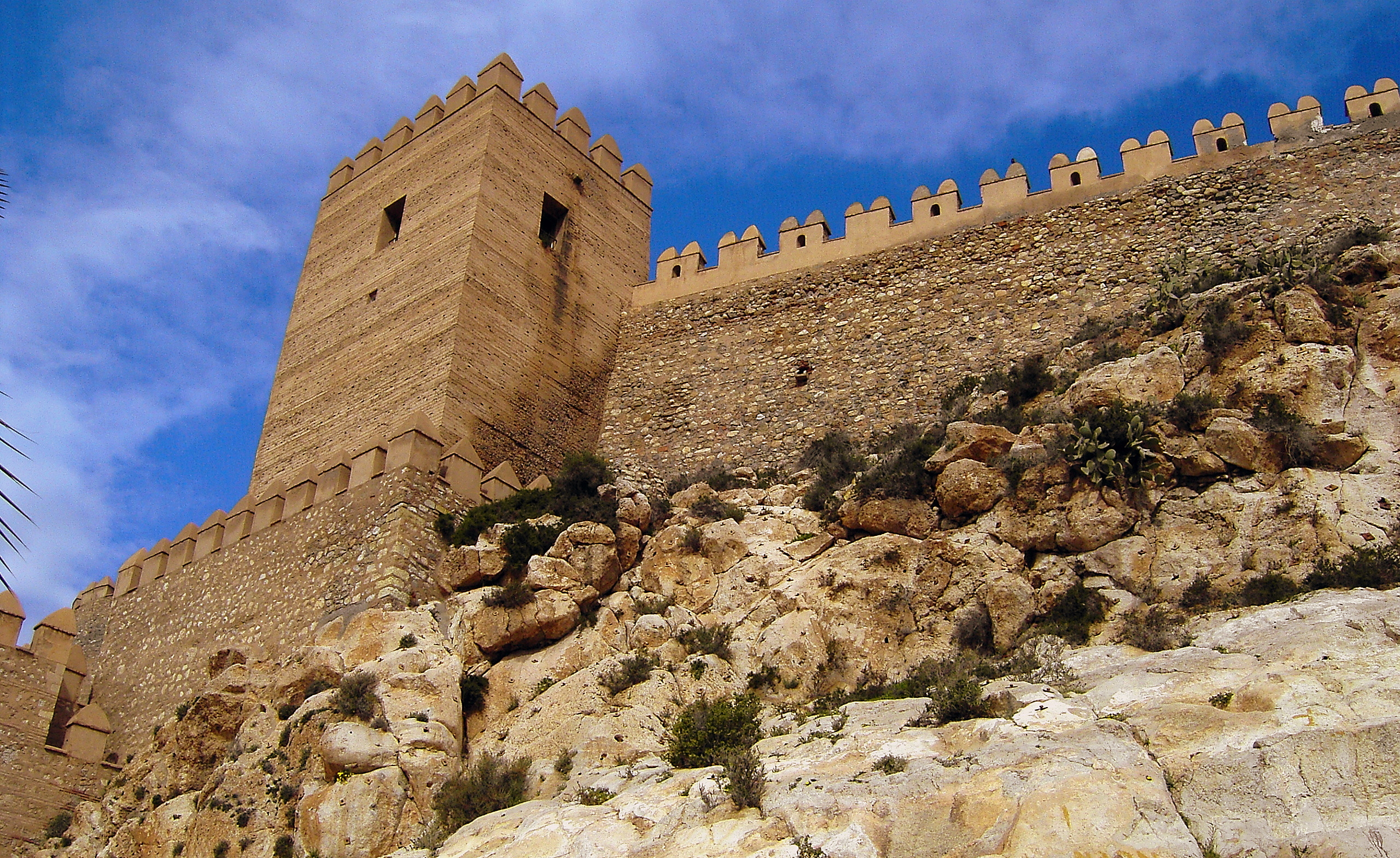
الجدران والبرج الدفاعي.
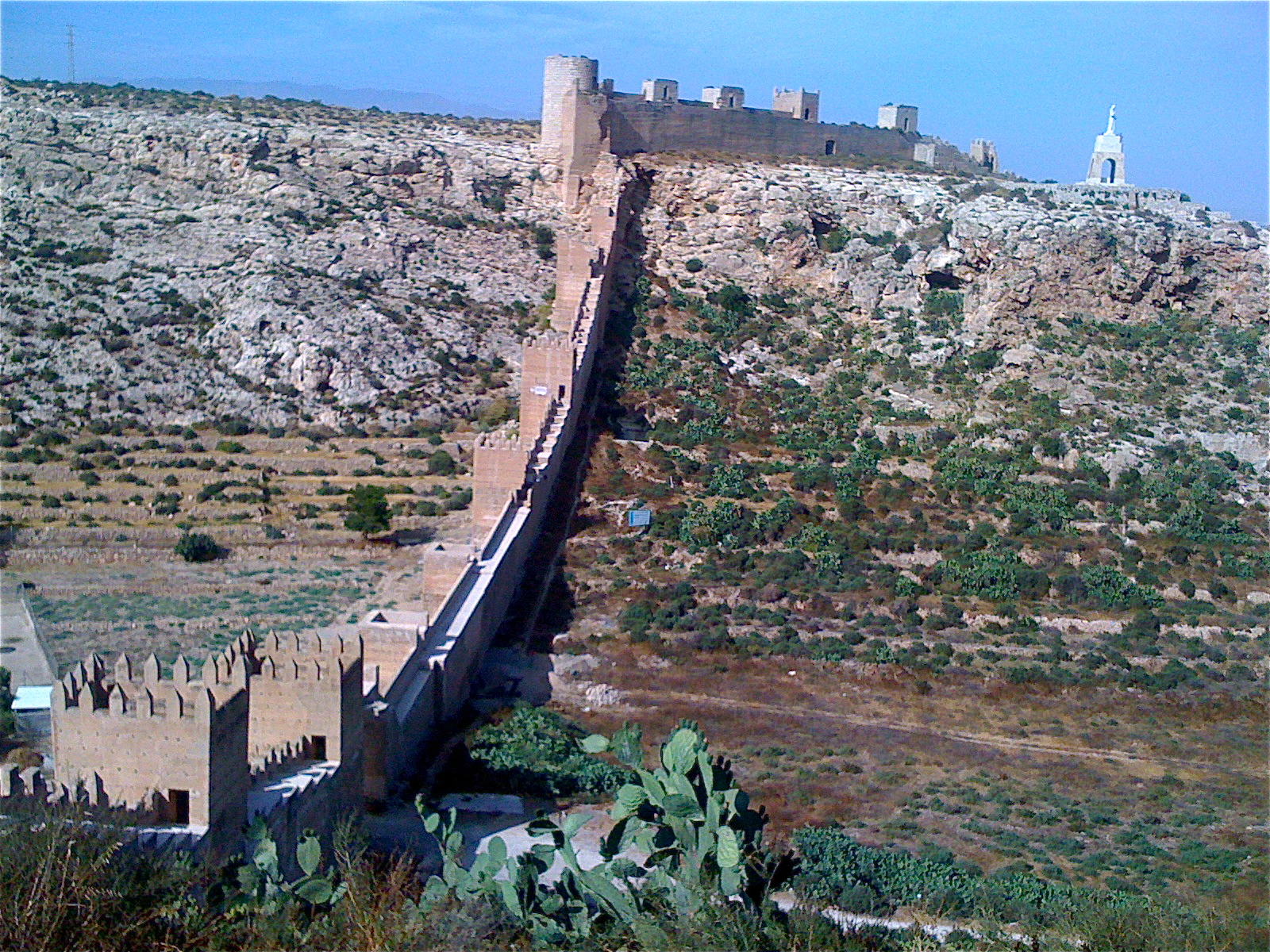
جدار القصبة.